# Francesco Armellini Pantalassi de' Medici
Francesco Armellini Pantalassi de' Medici (Fossato di Vico, 13 luglio 1469 – Roma, 8 gennaio 1528) è stato un cardinale italiano.

## Biografia
Nato da una famiglia di mercanti, cambiò il cognome da Pantalassi ad Armellini, dal nome dello zio materno che lo istituì suo erede universale e si occupò della sua educazione.
Si trasferì a Roma e divenne protonotario apostolico, quindi segretario di papa Giulio II e del collegio cardinalizio, e clerico della Camera Apostolica. La sua abilità negli affari lo rese particolarmente gradito a Leone X che, come ricompensa per i suoi servizi, lo adottò nella sua famiglia: Francesco Armellini aggiunse così al proprio nome de' Medici.
Papa Leone X lo elevò al rango di cardinale nel concistoro del 1º luglio 1517 con il titolo di San Callisto (poi cambiato con quello di Santa Maria in Trastevere nel 1523).
Durante la sua vita ricoprì svariate cariche, tra cui legato apostolico nelle Marche, in Umbria e in Francia, intendente delle finanze pontificie, amministratore apostolico della diocesi di Oppido Mamertina, Arcivescovo della diocesi di Taranto (dal 15 dicembre 1525 fino all'ottobre 1527), abate commendatario dell'abbazia di Santa Maria di Valdiponte (presso Perugia), camerlengo di Santa Romana Chiesa (dal 13 settembre 1521 alla sua morte). Quest'ultima nomina gli procurò invidie e inimicizie, e soprattutto l'odio del popolo romano, oppresso dalle tasse. Le sue fortune subirono un appannamento durante il breve pontificato di papa Adriano VI, ma ripresero con l'elezione del secondo papa Medici, Clemente VII.
Perse tutte le sue immense fortune nel sacco di Roma del 1527 a opera dei lanzichenecchi, e dovette cercare riparo in Castel Sant'Angelo, dove morì poco dopo. È sepolto nella chiesa di Santa Maria in Trastevere.